# Valzin en Petite Montagne
Valzin en Petite Montagne község Franciaország Burgundia-Franche-Comté régiójában, Jura megyében. Új községként 2017. január 1-jén jött létre Chatonnay, Fétigny, Légna és Savigna község egyesítésével. A korábbi községek egyesülésekor az új község lélekszáma 496 fő lett.
```
Lakosainak száma 454 fő 
(2022. január 1.)
.
[
1
]
```

## Népesség
| Lakosok száma | 484  | 497  | 487  | 476  | 466  | 456  | 454  |
|               | 2015 | 2017 | 2018 | 2019 | 2020 | 2021 | 2022 |